# Tournoi de clôture du championnat du Costa Rica de football 2012
Navigation
Saison précédente Saison suivante
Le Tournoi Clausura 2012 est le dixième tournoi saisonnier disputé au Costa Rica. 
C'était cependant la 95e fois que le titre de champion du Costa Rica était remis en jeu.
Lors de ce tournoi, le LD Alajuelense a tenté de conserver son titre de champion du Costa Rica face aux dix meilleurs clubs costariciens.
Chacun des onze clubs participant au championnat était confronté deux fois aux dix autres équipes. Puis les quatre meilleurs se sont affrontés lors d'une phase finale à la fin de la saison.
Seulement une place était qualificative pour la Ligue des champions de la CONCACAF.

## Les 11 clubs participants
| \| LD Alajuelense AD Belén \ Orión FC CS Cartagines CS Herediano Limon FC Municipal Pérez Zeledon Puntarenas FC AD San Carlos SD Santos / Deportivo Saprissa \| Localisation des clubs engagés dans le championnat. |
| LD Alajuelense AD Belén \ Orión FC CS Cartagines CS Herediano Limon FC Municipal Pérez Zeledon Puntarenas FC AD San Carlos SD Santos / Deportivo Saprissa                                                           |

Ce tableau présente les douze équipes qualifiées pour disputer le championnat 2011-2012. On y trouve le nom des clubs, le nom des stades dans lesquels ils évoluent ainsi que la capacité et la localisation de ces derniers.
| Club                    | Stade                                   | Capacité | Ville                  |
| LD Alajuelense          | Stade Alejandro Morera Soto             | 17 900   | Alajuela               |
| AD Belén (en)           | Stade Polideportivo de Belén            | 3 000    | San Antonio            |
| CS Cartagines           | Stade José Rafael Fello Meza Ivankovich | 13 500   | Cartago                |
| CS Herediano            | Stade Eladio Rosabal Cordero            | 8 100    | Heredia                |
| Limon FC                | Stade Nuevo de Limón                    | 3 000    | Puerto Limón           |
| Municipal Pérez Zeledon | Stade Municipal Pérez Zeledón           | 6 000    | San Isidro del General |
| Orión FC                | Stade Jorge Hernán Monge                | 5 500    | Desamparados           |
| Puntarenas FC           | Stade Lito Pérez                        | 4 100    | Puntarenas             |
| AD San Carlos           | Stade Carlos Ugalde Álvarez             | 5 600    | Ciudad Quesada         |
| SD Santos               | Stade Ebal Rodríguez                    | 3 000    | Guápiles               |
| Deportivo Saprissa      | Stade Ricardo Saprissa                  | 23 100   | San José               |

## Compétition
Lors de cette saison, la forme des tournois saisonniers a changé et se déroule de façon suivante :
- La phase de qualification : les vingt journées de championnat.
- La phase finale : les matchs aller-retour allant des demi-finale à la finale.

### Phase de qualification
Lors de la phase de qualification les onze équipes affrontent à deux reprises selon un calendrier tiré aléatoirement.
Les quatre meilleures équipes sont directement qualifiées pour la phase finale.
Le classement est établi sur le barème de points classique (victoire à 3 points, match nul à 1, défaite à 0).
Le départage final se fait selon les critères suivants :
- Le nombre de points.
- La différence de buts générale.
- La différence de buts particulière.
- Le nombre de buts marqué.

#### Classement
| Rang | Équipe                  | Pts | J  | G  | N | P  | Bp | Bc | Diff |
| ---- | ----------------------- | --- | -- | -- | - | -- | -- | -- | ---- |
| 1    | Municipal Pérez Zeledon | 37  | 20 | 11 | 4 | 5  | 39 | 26 | +13  |
| 2    | SD Santos               | 37  | 20 | 12 | 1 | 7  | 32 | 28 | +4   |
| 3    | Deportivo Saprissa      | 36  | 20 | 10 | 6 | 4  | 38 | 23 | +15  |
| 4    | CS Herediano            | 34  | 20 | 10 | 4 | 6  | 34 | 21 | +13  |
| 5    | LD Alajuelense (T)      | 33  | 20 | 10 | 3 | 7  | 34 | 25 | +9   |
| 6    | CS Cartagines           | 33  | 20 | 10 | 3 | 7  | 33 | 30 | +3   |
| 7    | AD San Carlos           | 29  | 20 | 8  | 5 | 7  | 23 | 26 | -3   |
| 8    | AD Belén (en) (P)       | 28  | 20 | 7  | 7 | 6  | 35 | 28 | +7   |
| 9    | Puntarenas FC           | 18  | 20 | 5  | 3 | 12 | 23 | 35 | -12  |
| 10   | Limon FC                | 16  | 20 | 4  | 4 | 12 | 18 | 37 | -19  |
| 11   | Orión FC                | 8   | 20 | 2  | 2 | 16 | 12 | 42 | -30  |

| Légende : Qualifications et relégations | Légende : Qualifications et relégations                  |
| --------------------------------------- | -------------------------------------------------------- |
|                                         | Qualifié pour les demi-finale                            |
|                                         | (T) : Tenant du titre (P) : Promu de la saison 2010-2011 |

#### Matchs
| Résultats (▼dom., ►ext.)                                   | Alaj | Bel | Cart | Here | Lim | Orió | Muni | Punt | SanC | Sant | Sapr |
| LD Alajuelense                                             |      | 1-1 | 0-1  | 2-0  | 3-1 | 2-0  | 1-1  | 2-0  | 1-2  | 2-0  | 1-2  |
| AD Belén (en)                                              | 4-2  |     | 1-0  | 3-3  | 7-0 | 1-0  | 2-1  | 2-0  | 1-1  | 1-1  | 2-4  |
| CS Cartagines                                              | 2-2  | 2-2 |      | 2-1  | 3-0 | 2-0  | 0-2  | 3-2  | 0-0  | 5-1  | 1-3  |
| CS Herediano                                               | 2-3  | 2-1 | 3-0  |      | 3-2 | 4-0  | 1-1  | 2-0  | 2-0  | 1-2  | 0-0  |
| Limon FC                                                   | 0-2  | 0-0 | 1-0  | 0-2  |     | 3-2  | 2-2  | 2-0  | 0-1  | 1-2  | 1-1  |
| Orión FC                                                   | 0-2  | 2-2 | 0-1  | 0-2  | 1-0 |      | 1-3  | 2-1  | 1-1  | 0-3  | 1-5  |
| Municipal Pérez Zeledon                                    | 2-4  | 2-1 | 2-3  | 0-0  | 3-1 | 4-1  |      | 3-2  | 2-0  | 3-1  | 1-0  |
| Puntarenas FC                                              | 1-0  | 4-1 | 2-2  | 1-2  | 1-0 | 2-1  | 0-3  |      | 0-0  | 0-2  | 1-1  |
| AD San Carlos                                              | 3-1  | 0-3 | 1-3  | 1-0  | 0-1 | 1-0  | 2-1  | 2-1  |      | 1-3  | 3-4  |
| SD Santos                                                  | 3-1  | 2-0 | 3-2  | 1-0  | 2-1 | 2-0  | 2-1  | 1-2  | 1-3  |      | 0-1  |
| Deportivo Saprissa                                         | 0-2  | 0-0 | 4-0  | 1-3  | 2-2 | 1-0  | 2-3  | 3-1  | 1-1  | 3-0  |      |
| - Victoire à domicile - Match nul - Victoire à l'extérieur |      |     |      |      |     |      |      |      |      |      |      |

### Classement cumulatif
| Rang | Équipe                  | Pts | J  | G  | N  | P  | Bp | Bc | Diff |
| ---- | ----------------------- | --- | -- | -- | -- | -- | -- | -- | ---- |
| 1    | CS Herediano (C)        | 73  | 40 | 21 | 10 | 9  | 69 | 44 | +25  |
| 2    | Deportivo Saprissa      | 71  | 40 | 19 | 14 | 7  | 72 | 44 | +28  |
| 3    | LD Alajuelense (C)      | 70  | 40 | 21 | 7  | 12 | 72 | 48 | +24  |
| 4    | Municipal Pérez Zeledon | 63  | 40 | 18 | 9  | 13 | 70 | 56 | +14  |
| 5    | CS Cartagines           | 63  | 40 | 17 | 12 | 11 | 64 | 57 | +7   |
| 6    | SD Santos               | 59  | 39 | 17 | 8  | 14 | 56 | 55 | +1   |
| 7    | AD San Carlos           | 50  | 40 | 13 | 11 | 16 | 45 | 59 | -14  |
| 8    | AD Belén (en) (P)       | 47  | 40 | 11 | 14 | 15 | 56 | 58 | -2   |
| 9    | Puntarenas FC           | 46  | 40 | 12 | 10 | 18 | 52 | 69 | -17  |
| 10   | Limon FC                | 35  | 40 | 9  | 8  | 23 | 37 | 67 | -30  |
| 11   | Orión FC                | 25  | 39 | 6  | 7  | 26 | 32 | 74 | -42  |

| Légende : Qualifications et relégations | Légende : Qualifications et relégations                                                |
| --------------------------------------- | -------------------------------------------------------------------------------------- |
|                                         | Ligue des champions de la CONCACAF 2012-2013 (Phase de groupes)                        |
|                                         | Barrage de relégation en Segunda División                                              |
|                                         | (C) : Vainqueur d'un des deux tournois de la saison (P) : Promu de la saison 2010-2011 |

### Barrage de relégation
| Club     | Aller | Retour | Club         | Commentaire |
| Orión FC | 2-2   | 0-2    | AD Carmelita |             |

### La Phase Finale
Les quatre équipes qualifiées sont réparties dans le tableau final d'après leur classement général, le deuxième affrontant le troisième et le premier affrontant le quatrième lors des demi-finales.
En cas d'égalité sur la somme des deux matchs, c'est la position au classement général qui départage les deux équipes, sauf pour la finale où des prolongations puis une séance de tirs au but ont éventuellement lieu.

#### Tableau
|  |                         |            |              |            |            |     |   |        |        |        |        |        |
|  | 1/2 finale              | 1/2 finale | 1/2 finale   | 1/2 finale | 1/2 finale |     |   | Finale | Finale | Finale | Finale | Finale |
|  |                         |            |              |            |            |     |   |        |        |        |        |        |
|  |                         |            |              |            |            |     |   |        |        |        |        |        |
|  | SD Santos               | (2)        | 0            | 1          |            |     |   |        |        |        |        |        |
|  | SD Santos               | (2)        | 0            | 1          |            |     |   |        |        |        |        |        |
|  | Deportivo Saprissa      | (3)        | 1            | 0          |            |     |   |        |        |        |        |        |
|  | Deportivo Saprissa      | (3)        | 1            | 0          | SD Santos  | (2) | 2 | 1      |        |        |        |        |
|  |                         |            |              |            |            | (2) | 2 | 1      |        |        |        |        |
|  |                         |            | CS Herediano | (4)        | 4          | 2   |   |        |        |        |        |        |
|  | Municipal Pérez Zeledon | (1)        | CS Herediano | (4)        | 4          | 2   | 1 | 0      |        |        |        |        |
|  | Municipal Pérez Zeledon | (1)        |              |            |            |     | 1 | 0      |        |        |        |        |
|  | CS Herediano            | (4)        | 1            | 2          |            |     |   |        |        |        |        |        |
|  | CS Herediano            | (4)        | 1            | 2          |            |     |   |        |        |        |        |        |

#### Demi-finales
| Club                    | Aller | Retour | Club               | Commentaire                           |
| Municipal Pérez Zeledon | 1-1   | 0-2    | CS Herediano       |                                       |
| SD Santos               | 0-1   | 1-0    | Deportivo Saprissa | Qualifié grâce aux buts à l'extérieur |

#### Finale
| Match aller | CS Herediano                                                                                               | 4:2   | SD Santos                                 | Stade Rosabal Cordero      |                            |
| 12 mai 2012 | José Miguel Cubero 46e · Victor Núñez Rodríguez 70e · José Carlos Cancela 76e · Victor Núñez Rodríguez 86e | (0:1) | Osvaldo Rodríguez 24e · Javier Loaiza 50e | Arbitrage : Walter Quesada | Arbitrage : Walter Quesada |

| Match retour | SD Santos           | 1:2   | CS Herediano                        | Stade Ebal Rodríguez    |                         |
| 20 mai 2012  | Cristhian Lagos 35e | (1:1) | José Cancela 43e · Victor Núñez 90e | Arbitrage : Rafael Vega | Arbitrage : Rafael Vega |

## Bilan du tournoi
| Tableau d'Honneur |              |
| Compétition       | Vainqueur    |
| Clausura 2012     | CS Herediano |

| Qualifications continentales 2012-2013 |              |
| Ligue des champions                    | Qualifiés    |
| Phase de groupes                       | CS Herediano |

| Promotions et relégations   |                         |
| Relégué en Segunda División | Orión FC                |
| Promu de Segunda División   | CS Uruguay AD Carmelita |

## Statistiques

### Buteurs
| Rang | Nom                 | Équipe        | Buts |
| 1    | Cristhian Lagos     | SD Santos     | 10   |
| 1    | José Carlos Cancela | CS Herediano  | 10   |
| 3    | Marco Julián Mena   | AD Belén (en) | 9    |
| 4    | 4 joueurs           | 4 joueurs     | 8    |
| 8    | 1 joueur            | 1 joueur      | 7    |